# Maury Winetrobe
Maury Winetrobe (* 6. Juli 1922 in Chelsea, Massachusetts; † 1. April 2008 in Los Angeles, Kalifornien) war ein US-amerikanischer Filmeditor.

## Leben
Winetrobe begann seine Tätigkeit im Filmgeschäft als Musik-Editor bei Columbia Pictures und arbeitete sich zum Chef der entsprechenden Abteilung hoch. In den späten 1960er Jahren wechselte er in den Bereich des Filmschnitts. Winetrobe war als Filmeditor bis einschließlich 1988 an 25 Produktionen beteiligt. Zuletzt arbeitete er bei mehreren Produktionen mit dem Regisseur Harold Becker zusammen.
Für Funny Girl, seiner ersten Produktion als Filmeditor, wurde Winetrobe zusammen mit seinen Kollegen Robert Swink und William Sands 1969 für den Oscar in der Kategorie Bester Schnitt nominiert.

## Filmografie (Auswahl)
- 1968: Funny Girl
- 1969: Rollkommando (The Wrecking Crew)
- 1969: Die Kaktusblüte (Cactus Flower)
- 1970: Getting Straight
- 1973: Der verlorene Horizont (Lost Horizon)
- 1974: Mame
- 1975: Funny Lady
- 1976: Zwischen Zwölf und Drei (From Noon Till Three)
- 1976: Die verrückteste Rallye der Welt (The Gumball Rally)
- 1977: Das Ultimatum (Twilight’s Last Gleaming)
- 1977: Die Chorknaben (The Choirboys)
- 1978: Eisfieber (Ice Castles)
- 1979: Ein Rabbi im Wilden Westen (The Frisco Kid)
- 1980: Der Jazz-Sänger (The Jazz Singer)
- 1980: Hollywood Cops (The Black Marble)
- 1981: Die Kadetten von Bunker Hill (Taps)
- 1985: Crazy for You
- 1988: Der Preis des Erfolges (The Boost)